# برنجی در جیب
«برنجی در جیب» (به انگلیسی: Brass in Pocket) ترانه‌ای از گروه راک پرِتِندِرز است. این قطعه را کریسی هایند و جیمز اسکات نوشته‌اند. «برنجی در جیب» که اولین شمارهٔ ۱ جدول تک‌آهنگ‌های بریتانیا در دههٔ ۱۹۸۰ و موفق‌ترین اثر پرتندرز است، به‌عنوان یکی از اولین آثار مرتبط با شکل‌گیری جنبش فمینیستی قدرت دخترانه هم شناخته می‌شود.

## محتوا
کلمهٔ برنج در بعضی مناطق شمال بریتانیا برای اشاره به سکه کاربرد دارد. ترانه از زبان زنی روایت می‌شود که قصد دارد برای اولین مرتبه مردی را تصاحب کند و بر این باور است که می‌تواند خواستهٔ گستاخانه‌ای را مطرح کند چون اطمینان دارد «خیلی خاص» است. او بدون توجه به آسیب‌پذیری بالقوهٔ موقعیتش، با یک اعتماد به‌نفس خارق‌العاده آنچنان جذابیت جسمی و شخصیتی‌اش را بدیهی می‌داند که پیشاپیش پیروزیش را جشن گرفته‌است.
کریسی هایند (خواننده و ترانه‌سرا) ابتدا با ضبط این قطعه به‌شدت مخالف بود تا حدی که به اعضای گروه گفت ترانه باید از روی جنازه‌اش رد شود. او برداشت عموم را که می‌گویند «این شخصیت قوی زنانه است که ترانه را پیش می‌برد» نادرست می‌داند. او با اشاره به بخشی از شعر که می‌گوید «من بهت چشمک می‌زنم» تأکید می‌کند که شعر «برنجی در جیب» طنزآمیز و غیر جدی است. هایند به‌خاطر این ترانه، به‌عنوان یکی از پیشگامان جنبش «قدرت دخترانه» شهرت پیدا کرده‌است.

## ویدئو
ویدئوی «برنجی در جیب» کریسی هایند را در نقش پیشخدمت رستورانی نشان می‌دهد که میزبان ۳ عضو مرد پرتندرز به‌عنوان مشتری است. پیشخدمت با قدم زدن در محیط رستوران به بهانهٔ گرفتن سفارش، سعی در جلب نظر مردها دارد اما سر رسیدن ۳ زن جوان نقشه‌های او را نقش برآب می‌کند. این یکی از اولین ویدئوهایی است که از ام‌تی‌وی پخش شده‌است. اورت ترو موسیقی‌نویس اهل انگلستان به‌شدت به این ویدئو تاخته و ضمن اشاره به ویدئوی دیگر پرتندرز به‌نام «ستارهٔ پاپ»، از هایند به‌عنوان «زنی ناامید از تأیید توسط صنعت ضبط تحت تسلط مردها» یاد کرده‌است.

## موقعیت در چارت‌های موسیقی
| چارت (۱۹۷۹–۱۹۸۰)                       | بالاترین جایگاه |
| -------------------------------------- | --------------- |
| استرالیا (کنت میوزیک ریپورت)           | ۲               |
| بلژیک (اولتراتاپ ۵۰ فلاندرز)           | ۵               |
| تک‌آهنگ‌های برتر کانادا (آرپی‌ام)         | ۵               |
| ایرلند (ایرما)                         | ۱               |
| هلند (۴۰ آهنگ برتر)                    | ۷               |
| هلند (۱۰۰ تک‌آهنگ برتر)                 | ۱۱              |
| نیوزیلند (ریکوردد میوزیک ان‌زد)         | ۲               |
| آفریقای جنوبی (رادیو اسپرینگ‌باک)       | ۱               |
| اسپانیا (AFE)                          | ۹               |
| سوئد (فهرست برترین‌های سوئد)            | ۱               |
| تک‌آهنگ‌های بریتانیا (اوسی‌سی)            | ۱               |
| ایالات متحده بیلبورد هات ۱۰۰           | ۱۴              |
| ایالات متحده ترانه‌های دنس کلاب بیلبورد | ۲۸              |
| ایالات متحده کَش‌باکس                    | ۱۳              |
| ایالات متحده رکورد ورلد                | ۱۵              |

| چارت (۱۹۸۰)                      | جایگاه |
| -------------------------------- | ------ |
| استرالیا (کنت میوزیک ریپورت)     | ۵      |
| بلژیک (اولتراتاپ ۵۰ فلاندرز)     | ۲۶     |
| تک‌آهنگ‌های برتر کانادا (RPM)      | ۴۲     |
| هلند (تاپ ۴۰ هلند)               | ۵۲     |
| هلند (۱۰۰ تک‌آهنگ برتر هلند)      | ۵۴     |
| آفریقای جنوبی (رادیو اسپرینگ‌باک) | ۱۲     |
| ایالات متحده بیلبورد هات ۱۰۰     | ۴۱     |
| ایالات متحده کَش‌باکس              | ۸۰     |

## گواهی‌های فروش
| منطقه                            | گواهی | واحد گواهی‌شده/فروش |
| -------------------------------- | ----- | ------------------ |
| نیوزیلند (آرآی‌ای‌ان‌زد)            | Gold  | ۱۰٬۰۰۰*            |
| * رقم فروش تنها بر پایهٔ گواهی‌ها. |       |                    |